# Bruno Marini
Bruno Marini (Verona, 18 mei 1958) is een Italiaanse baritonsaxofonist, klarinettist, fluitist en organist (hammondorgel) in de jazz.
Marini speelde mee op plaatopnames van onder meer Jack McDuff, Steve Lacy, Joe Lovano, Gerry Hemingway en Anthony Braxton, Bobby Durham en John Tchicai. Hij heeft verschillende albums als (co-)leider uitgebracht, waaronder een cd met Han Bennink en Daniele D'Agaro. Marini maakt deel uit van D'Agaro's Adriatics Orchestra.

## Discografie
- Be Bop Impossible (met Alberto Malnati), Azzurra Music, 2002[1]
- Scratch Against the Machine (met Max M. Bassado en D.J. Zeta), Azzurra Music, 2005
- Hammond Blood, Azzurra Music, 2005
- 70 Steps to 60's, Azzurra Music, 2006
- Live at Jazz on Live (met Valerio Abeni en Marco Bovi), Vibra, 2008
- The Tempest (met Han Bennink en Daniele D'Agaro), Artesuono
- Riddles (met Luca Flores)
- Love Me or Leave Me, LMJ
- West of the Blues, LMJ
- Bop'n Out, Splasc(H) Records